# 카메룬산숲땃쥐
카메룬산숲땃쥐(Sylvisorex morio)는 땃쥐과에 속하는 포유류의 일종이다. 카메룬에서 발견된다. 자연 서식지는 아열대 또는 열대 습윤 산지 숲이다.